# Silvie Rajfová
Silvie Rajfová (* 25. září 1989 Brno) je trenérka a bývalá česká reprezentantka v lezení na obtížnost a v boulderingu i krasobruslařka. Věnovala se také atletice, sportovní a moderní gymnastice a běžeckému lyžovaní.
Juniorská mistryně světa a vítězka Evropského poháru juniorů v lezení na obtížnost v kategorii B., několikanásobná Mistryně ČR v lezení na obtížnost, se kterým začínala. V dospělosti se věnovala spíše disciplíně bouldering, kde mezi ženami dosáhla rovněž historických úspěchů mezi českými závodnicemi (medaili v závodu Světového poháru dříve získala pouze Věra Kotasová-Kostruhová).
Lezení se věnoval také její otec a závodům dříve i její sestra Mgr. Lucie Rajfová, obě se po vysokoškolském studiu zaměřily na trenérství a výživové poradenství, matka působila jako trenérka krasobruslení a předsedkyně komise soutěžního lezení ČHS. 

## Trenérská kariéra
- absolventka Sportovního gymnázia Ludvíka Daňka v Brně
- absolventka bakalářského studia v oboru Regenerace a výživa ve sportu
- od 2009 studentka Managementu sportu MUB
- od 2010 kondiční trenér synchronizovaného krasobruslení
- od 2012 trenérka sportovního lezení v oddíle Sokol Brno 1
- od 2013 trenérka juniorské reprezentace ČHS v boulderingu
- od 2015 stavěč cest ČHS

## Výkony a ocenění
- několikanásobná mistryně ČR v lezení na obtížnost
- 2003: juniorská mistryně světa ve sportovním lezení
- 2006: ocenění Výstup roku ČHS, za cestu Marioneta 8b/b+ (další české ženské 8b/b+ po sedmi letech)
- 2007: bronzová medaile na světovém poháru v boulderingu (4. kolo, celkově 5. místo)
- 2007—2010: 3 nominace na závody třídy Masters v boulderingu — Arco Rock Master
- 2009: jako jediná česká bouldristka zvítězila na mezinárodním závodě Melloblocco kde spolu s dalšími pěti závodnicemi přelezla všech osm žolíkových boulderů[3]
- 2012: 1. místo na mezinárodních závodech ve Francii v synchronizovaném krasobruslení

### Sportovní výstupy na skalách
- 2005: Mrtvaški Ples 8b, PP, Mišja Peč, Slovinsko
- 2005: Abrege, Nief! 8b, PP, St. Leger Du Ventoux, Francie
- 2005: Bookaro Bonzai 8a, OS, Orpierre, Francie
- 2006: Marioneta 8b/b+ — Výstup roku ČHS[4]
- 2006: Fuego 8b, RP, Massone, Itálie
- 2006: Aligot 8a, OS, Gorges Du Tarn, Francie
- 2006: Planète Groove 8a, OS, Gorges Du Tarn, Francie
- 2006: Ambición cero 8a, OS, Rodellar, Španělsko[5]

### Bouldering
- 2009: Silverback 8A, Mt. Evans, Colorado, USA

### Závodní výsledky
| Melloblocco | Melloblocco |
| Rok         | 2009        |
| ----------- | ----------- |
| Bouldering  | 1           |

| Mistrovství světa | Mistrovství světa | Mistrovství světa | Mistrovství světa |
| Rok               | 2007              | 2012              | 2014              |
| ----------------- | ----------------- | ----------------- | ----------------- |
| Obtížnost         | 13-14             | 43-44             | 51-52             |

| Arco Rock Master | Arco Rock Master | Arco Rock Master | Arco Rock Master |
| Rok              | 2007             | 2008             | 2010             |
| ---------------- | ---------------- | ---------------- | ---------------- |
| Bouldering       | 5                | 6                | 21               |

| Světový pohár | Světový pohár | Světový pohár | Světový pohár |
| Rok           | 2006          | 2007          | 2008          |
| ------------- | ------------- | ------------- | ------------- |
| Bouldering    | 20            | 5             | 11            |
| jednotlivě*   |               | 13,,          |               |

- poznámka: nalevo jsou poslední závody v roce

| Mistrovství Evropy | Mistrovství Evropy | Mistrovství Evropy | Mistrovství Evropy | Mistrovství Evropy | Mistrovství Evropy |
| Rok                | 2006               | 2007               | 2008               | 2010               | 2013               |
| ------------------ | ------------------ | ------------------ | ------------------ | ------------------ | ------------------ |
| Obtížnost          | 21                 | bouldering         | 33-34              | —                  | —                  |
| Bouldering         | zrušeno            | 8                  | 16                 | 9                  | 37-42              |

| Mistrovství ČR | Mistrovství ČR | Mistrovství ČR | Mistrovství ČR | Mistrovství ČR | Mistrovství ČR | Mistrovství ČR | Mistrovství ČR | Mistrovství ČR | Mistrovství ČR | Mistrovství ČR | Mistrovství ČR | Mistrovství ČR |
| Rok            | 2002           | 2004           | 2005           | 2006           | 2008           | 2010           | 2011           | 2012           | 2013           | 2014           | 2015           | 2016           |
| -------------- | -------------- | -------------- | -------------- | -------------- | -------------- | -------------- | -------------- | -------------- | -------------- | -------------- | -------------- | -------------- |
| Obtížnost      | 1              | 1              | 1              | 1              | 2              | —              | —              | 5              | 6              | —              | —              |                |
| Bouldering     |                |                |                |                | 2              | 4              | —              | —              | 4              | 4              | —              | —              |

- 2012: Akademické mistrovství ČR — Brno, 1. místo, bouldering[7]

| Český pohár | Český pohár | Český pohár | Český pohár | Český pohár | Český pohár | Český pohár | Český pohár | Český pohár | Český pohár |
| Rok         | 2007        | 2008        | 2010        | 2011        | 2012        | 2013        | 2014        | 2015        | 2016        |
| ----------- | ----------- | ----------- | ----------- | ----------- | ----------- | ----------- | ----------- | ----------- | ----------- |
| Obtížnost   |             | 4           | —           | —           | 9           | 12          | —           | —           |             |
| jednotlivě* |             | ,,-         | —           | —           | 5,-,-,-     | 6,-,-,-     | —           | —           |             |
|             |             |             |             |             |             |             |             |             |             |
| Bouldering  | ?           |             | 3           | 10          | 6           | 7           | 5           | —           | —           |
| jednotlivě* | , ,         |             | -,4,        | 4,-,-,-,    | -,-,4,4     | 4,-,-,,4    | -,4,-,,7,4  | —           | —           |

- poznámka: nalevo jsou poslední závody v roce

- 2004: Slovenský pohár V4 Cup v lezení na obtížnost, 4. místo[10]

| Mejcup     | Mejcup | Mejcup | Mejcup | Mejcup |
| Rok        | 2004   | 2005   | 2006   | 2007   |
| ---------- | ------ | ------ | ------ | ------ |
| Bouldering | 1      | 1      | 1      | 1      |

- 2011: Brněnský Žebř (Flash Boulder Bar Brno), 1. místo, bouldering

| Mistrovství světa juniorů | Mistrovství světa juniorů | Mistrovství světa juniorů | Mistrovství světa juniorů | Mistrovství světa juniorů | Mistrovství světa juniorů | Mistrovství světa juniorů |
| Rok                       | 2003 kat. B               | 2004 kat. B               | 2005 kat. A               | 2006 kat. A               | 2007 junioři              | 2008 junioři              |
| ------------------------- | ------------------------- | ------------------------- | ------------------------- | ------------------------- | ------------------------- | ------------------------- |
| Obtížnost                 | 1                         | 3                         | 9                         | 15                        | 5                         | 17                        |

| Evropský pohár juniorů | Evropský pohár juniorů | Evropský pohár juniorů | Evropský pohár juniorů | Evropský pohár juniorů | Evropský pohár juniorů | Evropský pohár juniorů |
| Rok                    | 2003 kat. B            | 2004 kat. B            | 2005 kat. A            | 2006 kat. A            | 2007 junioři           | 2008 junioři           |
| ---------------------- | ---------------------- | ---------------------- | ---------------------- | ---------------------- | ---------------------- | ---------------------- |
| Obtížnost              | 1                      | 2                      | 2                      | 5                      | 4                      | 17                     |
| jednotlivě*            |                        |                        |                        |                        |                        |                        |

- poznámka: nalevo jsou poslední závody v roce

| Český pohár mládeže | Český pohár mládeže |
| Rok                 | 2004 kat. D         |
| ------------------- | ------------------- |
| Obtížnost           | 1                   |
| jednotlivě*         |                     |

- poznámka: nalevo jsou poslední závody v roce